# 沃什本 (愛荷華州)
沃什本（英語：Washburn）是位於美國愛荷華州布萊克霍克縣的一個人口普查指定地區。

## 人口
根據2010年美國人口普查的數據，沃什本的面積為3.23平方千米，當中陸地面積為3.20平方千米，而水域面積為0.03平方千米。當地共有人口876人，而人口密度為每平方千米271.21人。